# مايك ليندر
مايك ليندر (بالإنجليزية: Mike Leander)‏ هو كاتب أغاني ومنتج أسطوانات بريطاني، ولد في 30 يونيو 1941 في Walthamstow ‏ في المملكة المتحدة، وتوفي في 18 أبريل 1996 في لندن في المملكة المتحدة بسبب سرطان.

## وصلات خارجية
- مايك ليندر على موقع IMDb (الإنجليزية)
- مايك ليندر على موقع ميوزك برينز (الإنجليزية)
- مايك ليندر على موقع أول ميوزيك (الإنجليزية)
- مايك ليندر على موقع ديسكوغز (الإنجليزية)
- مايك ليندر على موقع ديسكوغز (الإنجليزية)
- مايك ليندر على موقع قاعدة بيانات الفيلم (الإنجليزية)